# قائمة عشتار الوطنية
قائمة عشتار الوطنية هي قائمة سياسية آشورية شُكِّلت لخوض انتخابات مجالس المحافظات العراقية عام ٢٠٠٩. وكان أكبر أحزاب القائمة هو المجلس الشعبي الكلداني السرياني الآشوري، وهو حزب سياسي ممول من الحزب الديمقراطي الكردستاني تأسس عام ٢٠٠٧.
بعد مشاركتها في انتخابات عام 2009، نُظر إلى قائمة عشتار بأثر رجعي على أنها جزء من محاولات حكومة إقليم كردستان لممارسة المزيد من النفوذ في سهل نينوى، حيث حلت القائمة محل مقاعد قائمة الرافدين والحركة الديمقراطية الآشورية. شاركت القائمة فقط في انتخابات عام 2009.

## التاريخ الانتخابي
انطلقت قائمة عشتار الوطنية لأول مرة في أواخر عام 2008، وأعلن عن مشاركتها في الانتخابات العراقية من أربيل.
في انتخابات محافظات العراق عام ٢٠٠٩، حظيت قائمة عشتار بدعم سركيس آغاجان مامندو، وهو وزير آشوري في حكومة إقليم كردستان. وقد حثّت الأحزاب الممثلة الآشوريين سابقًا على المشاركة في انتخابات ذلك العام، نظرًا لأحداث حرب العراق والاضطهاد الذي تعرضوا له لاحقًا خلال تلك الفترة. تألفت القائمة من الأحزاب والمرشحين التاليين:
- المجلس الشعبي الكلداني السرياني الآشوري
- حزب بيت النهرين الديمقراطي (BNDP)
- المؤتمر الوطني الكلداني (CNC)
- اتحاد بيث نهرين الوطني (PUBN)
- حركة التجمع السرياني (المعروفة فيما بعد باسم حركة التجمع السرياني المستقل)
- أعيان قره قوش
- الجمعية الثقافية الكلدانية

- عن محافظة نينوى : سعد طانيوس جاجي (SIGM)
- عن محافظة بغداد : جيوارجيس ايشو سادا (BNDP)

وفازت القائمة بالمقاعد الآشورية المخصصة في كل من بغداد ونينوى، وانتخبت كلا المرشحين اللذين خاضا الانتخابات.

## نقد
وبعد انتهاء الانتخابات، أفادت التقارير أن عدداً من الآشوريين قد طُردوا من وظائفهم بسبب عدم تصويتهم لقائمة عشتار. وقد اشتكى ثلاثة آشوريين على وجه الخصوص، اثنان منهم حراس والآخر بواب، من أنهم طُردوا من قبل مجلس الشؤون المسيحية الممول من حكومة إقليم كردستان، وقد وُصفوا بالخونة بسبب التصويت لقائمة الرافدين.
كما اتهم الآشوريون القائمة بالفوز بأصواتها من خلال الضغط على الناخبين. ويوضح تقرير صادر عن مجلس آشور أوروبا في وقت الانتخابات أن الأشخاص الذين يقفون وراء القائمة كانوا يحاولون بنشاط شراء الأصوات، فضلاً عن التهديد بفرض عقوبات اقتصادية. وفي بخديدا، حاول بعض أفراد الميليشيات منع أعضاء الحركة الديمقراطية الآشورية من القيام بحملة لصالح الرافدين من خلال الترهيب والضرب. كما وجهت تهديدات إلى سكان المدينة، محذرة العائلات من أنهم سيتشردون وعُلق نقل الطلاب إلى جامعة الموصل إذا لم تُوجه الأصوات نحو قائمة عشتار. حتى أن أفرام يعقوب، الذي كتب التقرير وكان مراقبًا للانتخابات، قد واجه مواجهة مع إحدى الميليشيات، والتي يشتبه في أن لها علاقة بتحقيقاته في فساد قائمة عشتار في بخديدا.
وقد قدم يونادم كنا وقائمة ADM شكاوى إلى السلطات العراقية بعد الانتخابات بسبب انتماء القائمة إلى الميليشيات في سهل نينوى. وفي مقالة ويكيليكس من يوليو 2009، اشتكى كنا وكذلك أبلهاد أفرايم سوا من أن القائمة تخدم مصالح الحزب الديمقراطي الكردستاني كوكيل، والانخراط في تزوير انتخابي للفوز بالانتخابات.
في تقرير صدر عام 2018 عن معهد السياسة الآشورية، انتقدت المجموعة قائمة عشتار الوطنية لعملها كوكيل كردي أثناء الانتخابات، وللسماح للأحزاب الطائفية مثل حركة الجمعية السريانية بالفوز في الانتخابات. كما انتقدت المجموعة ما وصفته بتقرير عام من ممثل حكومة إقليم كردستان لدى المملكة المتحدة، والذي يصف كيف فازت الحركة الوطنية الآشورية المناهضة لحكومة إقليم كردستان بأصوات أقل من قائمة عشتار، مما يشير إلى الدعم الشعبي على الرغم من مزاعم الاحتيال السابقة.